# 大鹿岛 (丹东)
大鹿岛是中国辽宁省东港市孤山镇下轄的一個島嶼，地处黄海，位于鸭绿江入海口，面积约6平方公里（一說6.6平方公里、7.42平方公里）。岛上曾有大角鹿栖息，所以得名大鹿岛。岛上有捕鱼业和旅游业。岛上有二郎石、嘎巴枣树、滴水湖、老虎洞、骆驼峰、邓世昌墓和邓世昌塑像、毛文龙碑、海神娘娘庙、英式导航灯塔以及丹麦教堂遗址。

## 歷史
明朝崇祯年间，辽东总兵毛文龙曾在岛上驻守。
大鹿岛南面海域是甲午海战的古战场之一。邓世昌指挥的致远舰就在大鹿岛附近海域沉沒。大鹿岛也因此成為爱国主义教育基地。